# Goniotomia
Goniotomia – okulistyczny zabieg operacyjny stosowany w leczeniu jaskry wrodzonej polegający na przecięciu kąta przesączania celem jego udrożnienia. Jest to operacja przeprowadzana przy jaskrze najczęściej jako pierwsza. Została ona opisana po raz pierwszy w roku 1938 przez Otto Barkana.
Odmianą tego zabiegu jest goniopunkcja, polegająca na nakłuciu kąta przesączania.